# Давыдов, Сергей Сергеевич (учёный)
Сергей Сергеевич Давыдов (8 марта (23) февраля 1902 года, Рязанская губерния — 1991 год) — советский учёный в области строительства. Действительный член Академии строительства и архитектуры СССР (1956—1963). Генерал-майор инженерно-технической службы.

## Биография
Сергей Сергеевич Давыдов родился 8 марта (23) февраля 1902 года в деревне Коншево (Московская область) в семье рабочего. С 15-летнего возраста работал сначала в качестве подручного машинонаборщика, потом машинонаборщиком, строительным десятником.
В 1921 году экстерном сдал экзамен на аттестат зрелости при Московском строительном институте.
Окончил Московский институт инженеров путей сообщения (1925). С 1924 года работал в отделе Метрополитена Московских городских железных дорог — техником, инженером и старшим инженером; руководил группой по расчёту конструкций станций и тоннелей первой очереди Московского метро. Лично рассчитывал конструкции станций «Библиотека им. Ленина», «Кропоткинская», «Красные ворота» и «Комсомольская-радиальная».
В 1926—1934 годах преподавал в Московском инженерно-строительном институте, в 1928 — в МВТУ, в 1929—1939 — в Московском архитектурном институте.
С 1931 года на военной службе, доцент, с 1939 профессор Военно-инженерной академии, в 1937—1958 первый зав. кафедрой подземного строительства.
Член Союза архитекторов СССР с 1942 года. Член КПСС с 1955 года.
В 1957 году во время проведения государственных испытаний получил контузию и уволился в запас в звании генерал-майора инженерно-технической службы.
С 1956 действительный член и вице-президент Академии строительства и архитектуры СССР.
В 1963 году после упразднения Академии приглашён в МИИТ, где возглавлял кафедру «Строительные конструкции» (до 1982 года).
Основные труды посвящены разработке новых типов железобетонных конструкций, главным образом подземных сооружений, и теории их расчета. Разработал новый материал — армополимербетон, по некоторым параметрам превосходивший железобетон.
Избирался депутатом Краснопресненского райсовета (1939—1955). Член правления Союза архитекторов СССР с 1955 по 1957 год.

## Сочинения
- Курс железобетона, М.—Л., 1933;
- Проектирование бетонных и железобетонных конструкций, М., 1939;
- Расчет и проектирование подземных конструкций, М., 1950;
- Колебания грунта в упруго-пластической стадии от кратковременной нагрузки, М., 1957.

## Награды
- Сталинская премия третьей степени (1952)[1] — за учебник «Расчёт и проектирование подземных конструкций» (1950)
- Премия Минвуза СССР[2]